# Foot-Ball Club Internazionale-Naples 1923-1924
Questa voce raccoglie le informazioni riguardanti il Foot-Ball Club Internazionale-Naples nelle competizioni ufficiali della stagione 1923-1924.

## Stagione

La trasferta di Salerno

Seconda stagione in massima serie per l'Internaples, che bissò il secondo posto dell'anno precedente nel raggruppamento campano, ancora dietro al Savoia (che arrivò a giocarsi la finale scudetto contro il Genoa), ma davanti a Cavese e Bagnolese. Nel girone semifinale di Lega Sud si piazzò terzo alle spalle di Alba Roma e Audace Taranto, venendo eliminato.

A fine stagione Emilio Reale venne riconfermato alla guida della società.

## Divise
| Manica sinistra · Maglietta · Maglietta · Manica destra · Pantaloncini · Calzettoni |

## Organigramma societario
Di seguito è riportato l'organigramma societario:
- Presidente: Emilio Reale
- Vice Presidenti: Gaetano Del Pezzo e Vincenzo De Rosa
- Consiglieri: Carlo Andreassi, Guido Cavalli, Jean Steiger, Pasquale Salvi, Mariano Marchese, Giusto Senes, Luigi Elia, Giovanni Giovagnione, Arturo Sacchi, Ruggiero Marchese, Giulio Morelli
- Allenatore: ?

## Rosa
| N. |                        | Ruolo | Calciatore           |
| -- | ---------------------- | ----- | -------------------- |
|    | Italia (bandiera)      | P     | Pino Rinetti         |
|    | Italia (bandiera)      | D     | Guidotti             |
|    | Italia (bandiera)      | D     | Mario Iaquinto I     |
|    | Inghilterra (bandiera) | D     | Leslie Walter Minter |
|    | Svizzera (bandiera)    | D     | Jean Steiger         |
|    | Italia (bandiera)      | C     | Cesare Fiori         |
|    | Italia (bandiera)      | C     | Pino Ghisi           |
|    | Italia (bandiera)      | C     | Nicola Paolino       |
|    | Italia (bandiera)      | A     | Francesco Fariello   |
|    | Italia (bandiera)      | A     | Osvaldo Sacchi       |

| N. |                           | Ruolo | Calciatore            |
| -- | ------------------------- | ----- | --------------------- |
|    | Italia (bandiera)         | A     | Vincenzo Valente      |
|    | Italia (bandiera)         |       | Ernesto Bruschini III |
|    | Italia (bandiera)         |       | Cafaggi               |
|    | Italia (bandiera)         |       | Esposito II           |
|    | Italia (bandiera)         |       | Gigliesi              |
|    | Italia (bandiera)         |       | Fausto Iaquinto II    |
|    | Malta (bandiera)          |       | Raoul Lattad          |
|    | Italia (bandiera)         |       | Matarazzo             |
|    | non conosciuta (bandiera) |       | Zumstein              |

## Risultati

### Prima Divisione - girone campano

#### Girone di andata
| Arbitro: | Argento (Napoli) |

|             |           |                                  |
| Invorio 65’ | Marcatori | 10’, 35’ Iaquinto II 15’ Valente |

| Arbitro: | Pauzano (Castellammare di Stabia) |

|           |           |                                                             |
| Kargus 9’ | Marcatori | 1’ Gigliesi 47’ Iaquinto I 60’, 87’ Valente 76’ Esposito II |

| Arbitro: | Reichlin (Napoli) |

|                        |           |  |
| Fariello 5’ Sacchi 88’ | Marcatori |  |

| Arbitro: | Reichlin (Napoli) |

|           |           |                     |
| Bruna 34’ | Marcatori | 48’ (rig.) Gigliesi |

| Arbitro: | Reichlin (Napoli) |

|  |           |                 |
|  | Marcatori | 88’ Maltagliati |

#### Girone di ritorno
| Arbitro: | Comandini (Roma) |

|             |           |            |
| Valente 65’ | Marcatori | 43’ Parodi |

| Arbitro: | Pauzano (Castellammare di Stabia) |

|                                                    |           |  |
| Iaquinto I ?’ Ghisi II ?’, ?’ Valente ?’ Sacchi ?’ | Marcatori |  |

| Castellammare di Stabia 17 dicembre 1923 8ª giornata | Stabia         | 0 – 2 A tavolino sul campo 1-1 referto | Internaples | \| Arbitro: \| Galassi (Roma) \| |
| Arbitro:                                             | Galassi (Roma) |                                        |             |                                  |

| Arbitro: | Pauzano (Castellammare di Stabia) |

|  |           |              |
|  | Marcatori | 20’ Accarino |

| Arbitro: | Reichlin (Napoli) |

|                                |           |  |
| Bobbio 1’ Ghisi 3’ Ceresole 5’ | Marcatori |  |

### Prima Divisione - semifinali sud

#### Girone di andata
| Arbitro: | Mannerucci (Bari) |

|             |           |           |
| Valente 55’ | Marcatori | 38’ Negri |

| Arbitro: | Ambrosini (Roma) |

|                                  |           |                         |
| Fiori 4’ (rig.), 33’ Valente 49’ | Marcatori | 67’ Gallo 71’ Bonivento |

| Arbitro: | Cugnini (Ancona) |

|                        |           |                         |
| Valente 17’ Sacchi 47’ | Marcatori | 65’ Lo Prete 80’ Rovida |

#### Girone di ritorno
| Arbitro: | Baldoni |

|          |           |             |
| Turk 75’ | Marcatori | 30’ Valente |

| Arbitro: | Celano (Roma) |

|             |           |  |
| Manzoni 38’ | Marcatori |  |

| Arbitro: | Barra (Napoli) |

|                        |           |  |
| Corbjons 5’ Caimmi 53’ | Marcatori |  |

## Statistiche

### Statistiche di squadra
| Competizione                   | Punti | In casa | In casa | In casa | In casa | In casa | In casa | In trasferta | In trasferta | In trasferta | In trasferta | In trasferta | In trasferta | In campo neutro | In campo neutro | In campo neutro | In campo neutro | In campo neutro | In campo neutro | Totale | Totale | Totale | Totale | Totale | Totale | DR  |
| Competizione                   | Punti | G       | V       | N       | P       | Gf      | Gs      | G            | V            | N            | P            | Gf           | Gs           | G               | V               | N               | P               | Gf              | Gs              | G      | V      | N      | P      | Gf     | Gs     | DR  |
| ------------------------------ | ----- | ------- | ------- | ------- | ------- | ------- | ------- | ------------ | ------------ | ------------ | ------------ | ------------ | ------------ | --------------- | --------------- | --------------- | --------------- | --------------- | --------------- | ------ | ------ | ------ | ------ | ------ | ------ | --- |
| Prima Divisione-Campania       | 12    | 5       | 2       | 1       | 2       | 8       | 3       | 4            | 2            | 1            | 1            | 8            | 5            | 1               | 1               | 0               | 0               | 3               | 1               | 10     | 5      | 2      | 3      | 19     | 9      | +10 |
| Prima Divisione-Semifinali Sud | 5     | 3       | 1       | 2       | 0       | 6       | 5       | 3            | 0            | 1            | 2            | 1            | 4            | 0               | 0               | 0               | 0               | 0               | 0               | 6      | 1      | 3      | 2      | 7      | 9      | -2  |
| Totale                         | 17    | 8       | 3       | 3       | 2       | 14      | 8       | 7            | 2            | 2            | 3            | 9            | 9            | 1               | 1               | 0               | 0               | 3               | 1               | 16     | 6      | 5      | 5      | 26     | 18     | +8  |

### Statistiche dei giocatori
| Giocatore        | Prima Divisione Girone Campano | Prima Divisione Girone Campano | Prima Divisione Semifinali Sud | Prima Divisione Semifinali Sud | Totale   | Totale |
| Giocatore        | Presenze                       | Reti                           | Presenze                       | Reti                           | Presenze | Reti   |
| ---------------- | ------------------------------ | ------------------------------ | ------------------------------ | ------------------------------ | -------- | ------ |
| E. Bruschini III | 1                              | 0                              | 0                              | 0                              | 1        | 0      |
| Cafaggi          | 7                              | 0                              | 6                              | 0                              | 13       | 0      |
| Esposito II      | 1                              | 1                              | 0                              | 0                              | 1        | 1      |
| F. Fariello      | 10                             | 1                              | 5                              | 0                              | 15       | 1      |
| C. Fiori         | 9                              | 0                              | 6                              | 2                              | 15       | 2      |
| P. Ghisi II      | 9                              | 0                              | 6                              | 0                              | 15       | 0      |
| Gigliesi         | 10                             | 2                              | 6                              | 0                              | 16       | 2      |
| Guidotti         | 2                              | 0                              | 0                              | 0                              | 2        | 0      |
| F. Iaquinto I    | 10                             | 2                              | 6                              | 0                              | 16       | 2      |
| M. Iaquinto II   | 9                              | 2                              | 0                              | 0                              | 9        | 2      |
| R. Lattad        | 1                              | 0                              | 0                              | 0                              | 1        | 0      |
| Matarazzo        | 0                              | 0                              | 2                              | 0                              | 2        | 0      |
| L.W. Minter      | 10                             | 0                              | 6                              | 0                              | 16       | 0      |
| P. Rinetti       | 10                             | -9                             | 6                              | -9                             | 16       | -18    |
| O. Sacchi        | 10                             | 2                              | 6                              | 1                              | 16       | 3      |
| J. Steiger       | 2                              | 0                              | 4                              | 0                              | 6        | 0      |
| Valente          | 10                             | 5                              | 6                              | 4                              | 16       | 9      |
| Zumstein         | 1                              | 0                              | 0                              | 0                              | 1        | 0      |